# Södra Sandby
 For alternative betydninger, se Sandby. (Se også artikler, som begynder med Sandby)
Södra Sandby er en landsby i Skåne i det sydlige Sverige.
Södra Sandby har 6.886 (2023) indbyggere og ligger i Lund kommune i Skåne län øst for Lund. I byen ligger Södra Sandby Kirke.